# Suse Lichtenberger
Suse Lichtenberger (* 1975 in Nagold) ist eine deutsche Schauspielerin.

## Biographie
Sie war von 2000 bis 2002 als Ensemblemitglied am Schauspielhaus Graz engagiert. Dort spielte sie u. a. „Gier“ von Sarah Kane (Regie: A.M.Abdullah), die Meggie in „King Kongs Töchter“ von Theresia Walser (Regie: Thomas Reichert), eine Chanteuse in „Shockheaded Peter“ von Crouch/McDermott/Jaques (Regie: Gil Mehmert). Seit 2002 arbeitet Suse Lichtenberger als freie Schauspielerin. 2002 spielte sie die Delegierte Linda Ramseyer in Red Cross Over, eine Produktion von Mass & Fieber unter der Regie von Niklaus Helbling im Rahmen der EXPO 02 in der Schweiz. 2003 gründete sie gemeinsam mit der Regisseurin/Schauspielerin Frauke Steiner Kernzone 100 in Graz. Gemeinsam produzierten sie 3 Schwestern. Moskau einfach. (Graz und Theaterspektakel Zürich, 2003), Es war, weil es nicht war. Eine RomaFreakShow (Graz, Wien, 2004) und Am Besten durch die Kiemen (Wien, 2005). 2005/2006 wirkte sie unter der Regie von Árpád Schilling in „Phaidra“ im Rahmen des „Young Directors Project“ der Salzburger Festspiele mit. Gastspiele am Staatstheater Stuttgart, den Sophiensaelen Berlin, dem Theaterfestival im polnischen Breslau und Krétakör Szinház in Budapest folgten. Weitere Arbeiten erfolgten an den Theatern Schauspielhaus Wien, Dschungel Wien, Theater der Jugend (Wien), Volkstheater Wien, KosmosTheater Wien und den Festspielen Rosenburg.
2024 präsentierte sie ihr Debüt-Kabarettsoloprogramm Willkommen Zuhause: Ein Bericht aus der Vorhölle zum Erfolg (Co-Autor: Michael Smulik).
Sie wuchs im Schwarzwald auf und lebt mit Stand 2024 in Wien.

## Filmografie
- 2009: Tape End
- 2011 und 2013: Schlawiner
- 2019: SOKO Kitzbühel – Parasit